# Valérie Faudon
Valérie Faudon, née le 17 mars 1965 à Paris, est une dirigeante de société française.
Elle est la déléguée générale de la Société française d'énergie nucléaire (SFEN) depuis 2013 et la vice-présidente de la Société nucléaire européenne.

## Biographie

### Famille et formation
Valérie Michèle Marie Faudon naît le 17 mars 1965 dans le 15e arrondissement de Paris du mariage de Jacques Faudon, médecin, et de Solange Vieu.
Elle épouse Olivier Compte, économiste, dont elle est depuis divorcée. De ce mariage sont nés une fille et un garçon.
Après des études secondaires au lycée Fénelon de Paris, elle est en classe préparatoire aux grandes écoles au lycée Saint-Louis à Paris. En 1984, elle intègre l'École polytechnique, puis est diplômée de l'École nationale des ponts et chaussées (ENPC) en 1990. Elle est également diplômée de l'Institut d'études politiques de Paris (IEP) et titulaire d'un Master of Science de l'Université Stanford en Californie.

### Parcours professionnel
Elle débute en 1990 chez Hewlett-Packard, où elle est analyste marché corporate à Palo Alto, puis nommée en 1993 Directrice marketing France Consumer chez HP France, Directrice marketing Europe Services Consumer chez HP Europe en 2001. En 2003, elle rejoint le groupe Alcatel en tant que vice-président programmes marketing, puis en 2008 directrice du marketing Afrique et Moyen-Orient.
En 2009, elle est nommée directrice du marketing groupe chez Areva. En 2013, elle est nommée déléguée générale de la Société française d'énergie nucléaire (SFEN) et vice-présidente de la Société nucléaire européenne,,.

### Enseignement
Valérie Faudon enseigne au Paris School of International Affairs (PSIA) de l'Institut d'études politiques de Paris (IEP).

## Prises de position
Valérie Faudon est « une farouche défenseure de l'énergie nucléaire, assurant que la filière est la moins émettrice de gaz à effet de serre et qu'elle assure une production d'électricité optimale ». 
En 2019, à la question « Le nucléaire est-il bon pour l'environnement ? », elle répond que « Le nucléaire est une énergie bas carbone face à l’urgence climatique ».
En 2020, elle déclare « La fermeture de Fessenheim n’a aucun sens à court terme ». En 2022, elle se déclare favorable à la relance du nucléaire civil en France.

## Distinctions
En 2022, Valérie Faudon est lauréate du prix WiN France qui récompense une femme emblématique particulièrement impliquée dans le secteur d’activité du nucléaire et dont l’exemple peut inspirer nombre d’étudiantes et de femmes en activité.
Le 23 novembre 2022, elle est nommée au grade de chevalier dans l'ordre national du Mérite au titre de « déléguée générale d'une association dédiée à la connaissance sur les sciences et techniques du nucléaire ; 32 ans de services ».